# IC 4330
IC 4330 — галактика типу SBc () у сузір'ї Гідра.
Цей об'єкт міститься в оригінальній редакції індексного каталогу.